# 博訥產區
博訥產區（法語：Côte de Beaune）是位於法國東部勃艮第地區科多爾省南部的葡萄酒產區。博訥產區和其北側的夜丘產區並為最偉大的勃艮第葡萄酒的產地，主要包括博訥市以東和以北的葡萄酒產區。這裡主要生產紅葡萄酒，但白葡萄酒的品質也很高。博訥產區的比白葡萄酒主要生產於南部，其中沙薩尼蒙特拉謝和皮利尼蒙特拉謝生產的白葡萄酒被譽為世界最偉大的白葡萄酒。

## 外部連結
- thewinedoctor.com（页面存档备份，存于） A great overview of the geography and wines of Burgundy
- Details of the vineyards within the Côte de Beaune.
- The Burgundy Report （页面存档备份，存于） Good descriptions of the vineyards and vintages.